# François van Severdonck
Pour les articles homonymes, voir van Severdonck.
François van Severdonck, né à Bruxelles, le 24 septembre 1822 et mort entre 1891 et 1895, est un peintre belge.
Son champ pictural couvre essentiellement les représentations animalières (souvent les basses-cours et les moutons), les paysages et accessoirement les scènes de genre, et les portraits.
Il expose régulièrement aux salons triennaux belges, au Salon de Paris de 1851, de même qu'à plusieurs expositions des maîtres vivants aux Pays-Bas. Ses œuvres sont conservées dans plusieurs musées européens britanniques et allemands et au Fogg Art Museum.

## Biographie

### Famille
François (Ferdinand François) van Severdonck, né à Bruxelles le 24 septembre 1822, est le fils de Jean François van Severdonck (1790), cabaretier rue des Bouchers, et d'Anne Desmedt (1784), cabaretière, native de Schaerbeek, mariés à Bruxelles le 15 octobre 1812. Son frère aîné est le peintre Joseph van Severdonck (1819-1905). 
François van Severdonck épouse à Ixelles le 17 novembre 1866 Marie Wilhelmine Möhl, institutrice à Ixelles, née le 1er février 1819, à Weller, en Hesse électorale et morte rue de la Concorde à Ixelles le 12 décembre 1895,.

### Formation
Il est l'élève du peintre animalier Eugène Verboeckhoven qui possède un atelier à Schaerbeek.

### Carrière
Ses premières œuvres connues sont celles exposées au Salon de Bruxelles de 1842,. Quatre ans plus tard, François van Severdonck participe au Salon d'Anvers de 1846, où il expose Paysage avec moutons et agneaux. Il expose également au Salon de Paris de 1851. À partir de 1856, il participe au moins à cinq Expositions des maîtres vivants aux Pays-Bas.
François van Severdonck, établi à Schaerbeek, meurt après 1891, date à laquelle il signe une toile intitulée Scène de ferme avec du bétail, des moutons et de la volaille et avant 1895, date à laquelle son épouse est mentionnée comme veuve à Ixelles.

## Œuvre

### Caractéristiques
Son champ pictural couvre essentiellement les représentations animalières (souvent les basses-cours et les moutons), les paysages et accessoirement les scènes de genre, et les portraits.. Lorsqu'il expose au Salon de Paris de 1851, le critique de L'Indépendance belge estime qu'il « est en voie de prendre une belle place parmi les artistes de son pays qui se sont rendus célèbres dans ce genre pastoral et innocent. »

### Expositions

#### Expositions belges
- Salon de Bruxelles de 1842 : Un jardinier fêtant la Saint-Jean, Portrait et Le Bon père[6].
- Salon d'Anvers de 1846 : Paysage avec moutons et agneaux[7].
- Salon d'Anvers de 1849 : Paysage avec animaux[11].
- Salon de Bruxelles de 1851 : Le Passage d'eau, Moutons au repos, Étable avec moutons et Moutons au pâturage[12].
- Salon d'Anvers de 1852 : Étable avec des moutons[13].
- Salon de Gand (XXII) de 1853 : Paysage avec chèvres, moutons et figures[14].
- Salon de Bruxelles de 1854 : Moutons au pâturage et Taureau et vaches au pâturage[15].
- Salon d'Anvers de 1855 : Trois chevaux dans une écurie[16].
- Salon de Gand (XXIII) de 1856 : Moutons au pâturage[17].
- Salon de Bruxelles de 1857 :  Le Passage d'eau, Paysage avec coq et poules, Moutons au pâturage et Intérieur d'écurie[18].
- Salon d'Anvers de 1858 : Moutons au pâturage, Étable avec moutons, Coq et poules. Paysage, Cheval blanc dans une écurie, Moutons au pâturage et Paysage avec canards et canetons[19].
- Salon de Bruxelles de 1860 : Pâturage, Coq et poule et Paysage avec moutons[20].
- Salon d'Anvers de 1861 : Passage d'eau, Brebis et agneaux et Le Colombier[21].
- Salon de Liège de 1862 : Le Chien et la laitière et Paysage avec pigeons[22].
- Salon de Gand (XXVIII) de 1871 : Paysage avec moutons[23].
- Salon de Gand de 1874 (XXIX) : Moutons[24].

#### Exposition en France
- Salon de Paris de 1851 : Étable et moutons et Moutons au pâturage[10].

#### Expositions aux Pays-Bas
- Exposition des maîtres vivants de 1856, Groningue[8].
- Exposition des maîtres vivants de 1858, Amsterdam : Moutons dans le pré, Une étable avec des moutons et Un âne avec des moutons dans le pré[8].
- Exposition des maîtres vivants de 1860, Amsterdam : Paysage avec des moutons, Paysage avec des poulets et Tête de bélier[8].
- Exposition des maîtres vivants de 1863, La Haye : Paysage avec des moutons et Paysage avec un coq et des poules[8].
- Exposition des maîtres vivants de 1868, Amsterdam : Un paysage avec des moutons et Un paysage avec des animaux à plumes[8].

### Collections muséales
- National Trust : Une brebis avec deux agneaux et de la volaille (1863), huile sur bois, inventaire no 1401232, format 17 × 23,2 cm, collection Felbrigg, Norfolk[25].
- Manchester Art Gallery : Volaille dans un paysage (1867), huile sur bois, inventaire no 1938.504, format 17,8 × 24 cm, don de C.A. Clarke en 1938[26].
- Ulster Museum : Chèvres (1859), huile sur bois, inventaire no BELUM.U180, format 17,4 × 22,6 cm, don en 1906[27].
- Millenium Gallery, Sheffield : Volaille dans un pré (1860),  aquarelle sur papier, inventaire no CGSG00378, format 24 × 25,4 cm[28].
- Musée d'art et d'histoire de Rostock : Élevage de bétail (1862).
- Fogg Art Museum, Cambridge : Paysage avec des moutons et de la volaille (1863), huile sur bois, inventaire no 1895.659, format 21,3 × 31,4 cm, don de Mrs William Hayes Fogg en 1895[29].

### Galerie

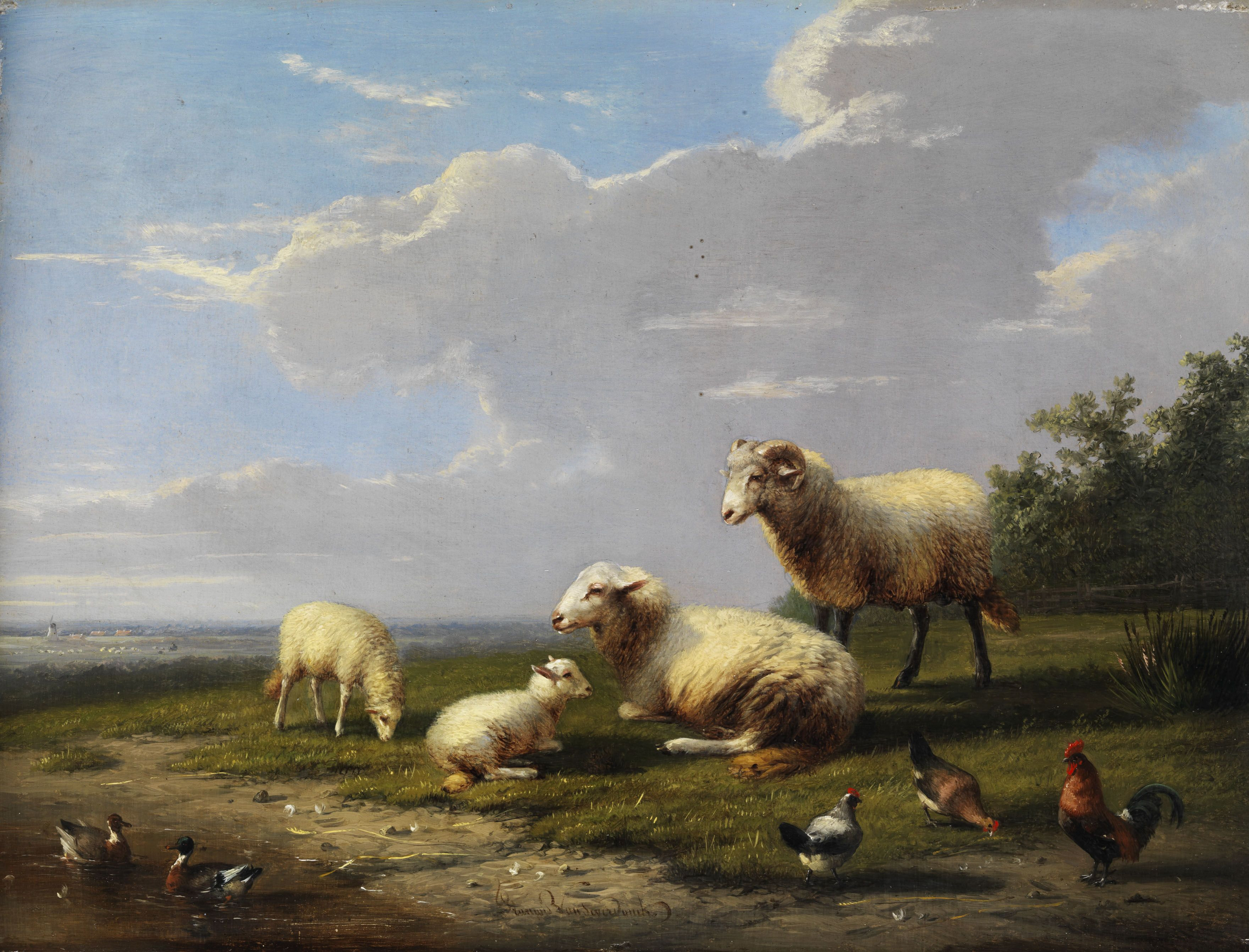
Paysage printanier avec moutons, poules et canards.
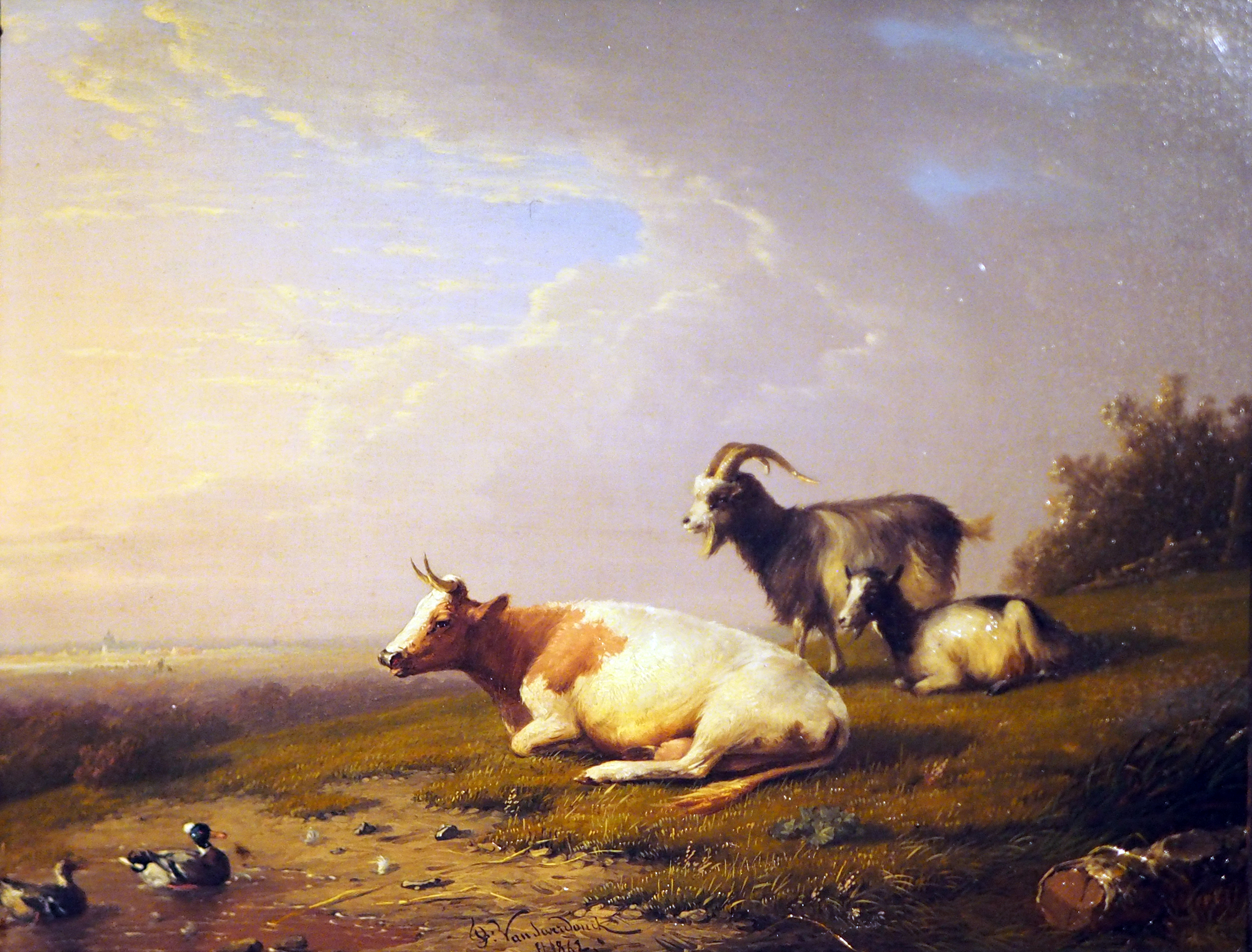
Élevage de bétail (1862) au Musée d'art et d'histoire de Rostock.
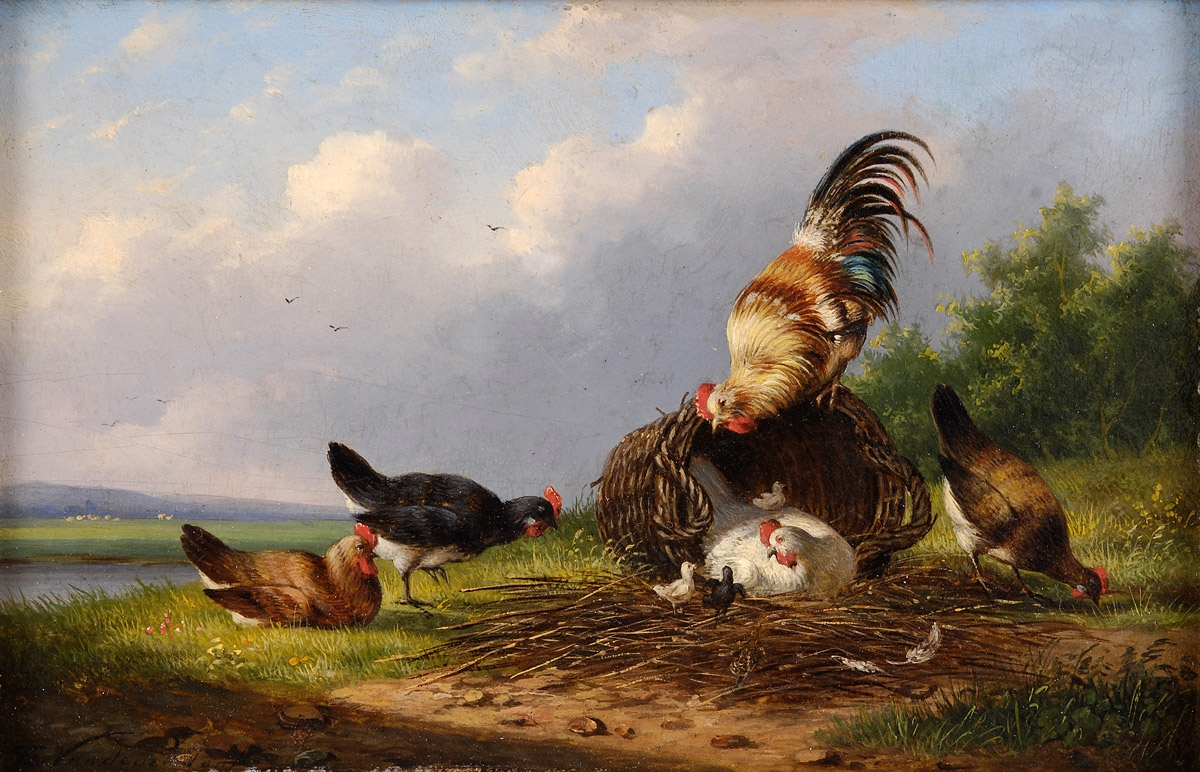
Volaille colorée.
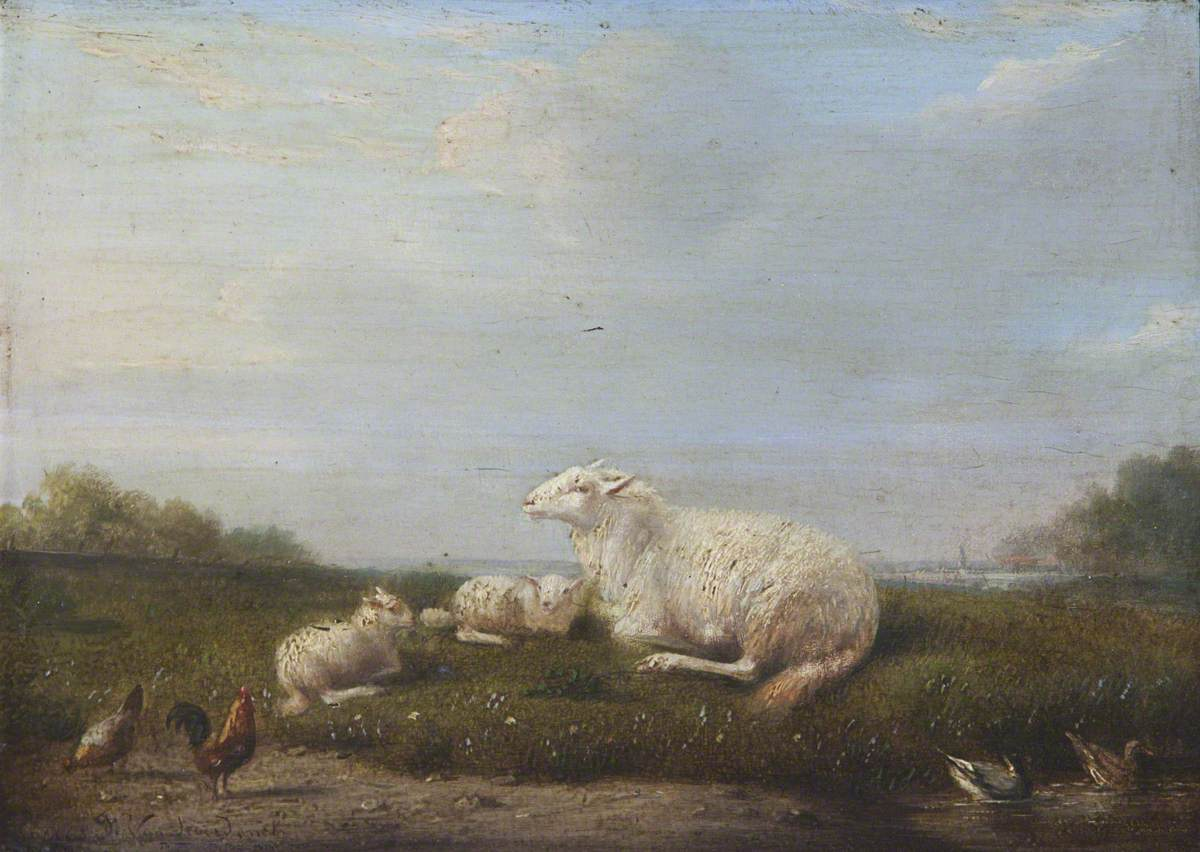
Une brebis avec deux agneaux et de la volaille (1863) au National Trust.
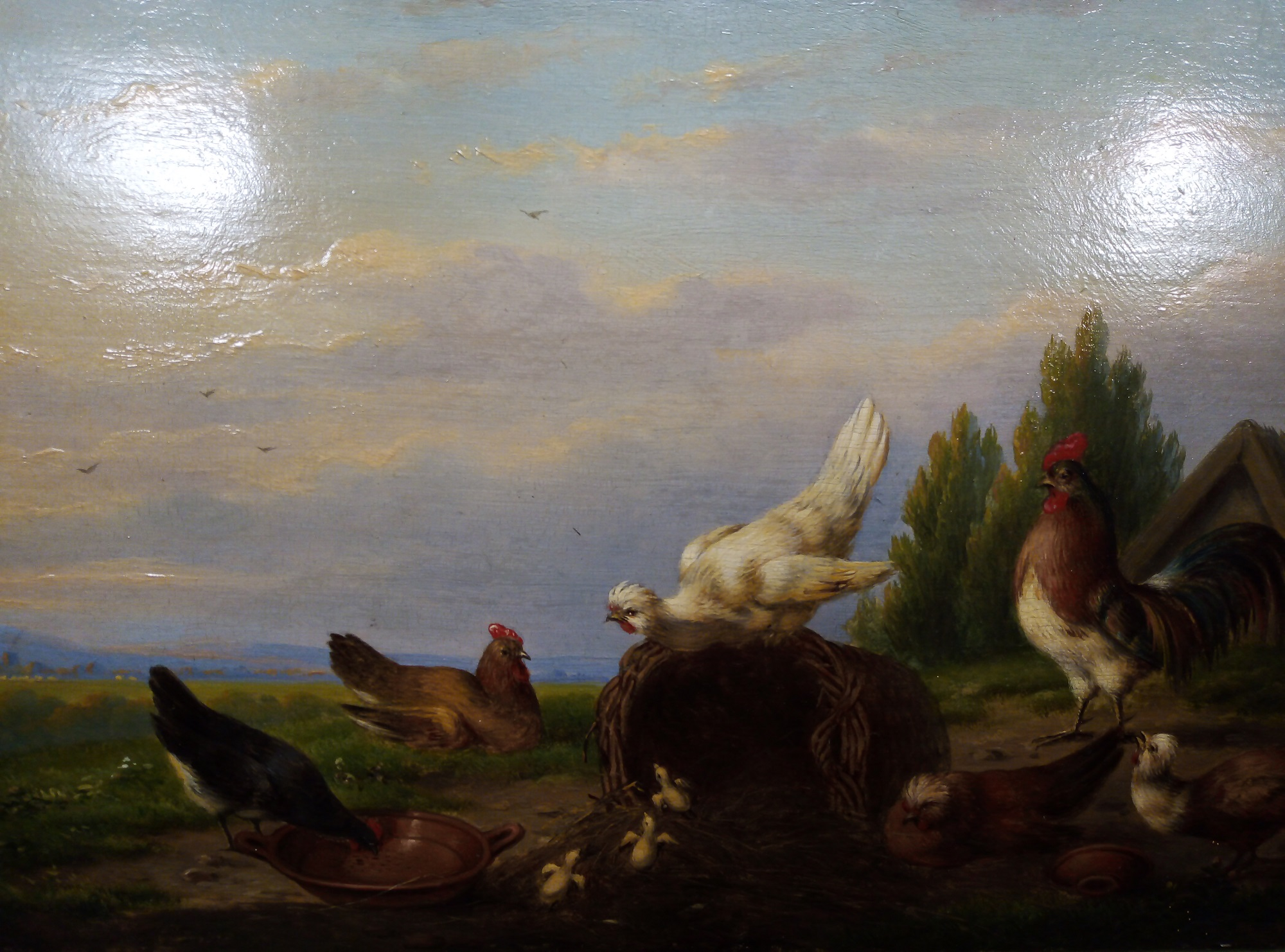
Paysage avec de la volaille.